# Riddarholmen
Riddarholmen, letteralmente "l'isolotto dei cavalieri", è una piccola isola del centro di Stoccolma.
Fa parte di Gamla stan, la città vecchia di Stoccolma,  e racchiude numerosi edifici del XVII secolo. Il monumento di maggior rilievo è la chiesa Riddarholmskyrkan, antico luogo di sepoltura dei Sovrani di Svezia. Tra gli altri monumenti la statua ottocentesca di Birger Jarl, fondatore della città e il secentesco palazzetto Wrangel.

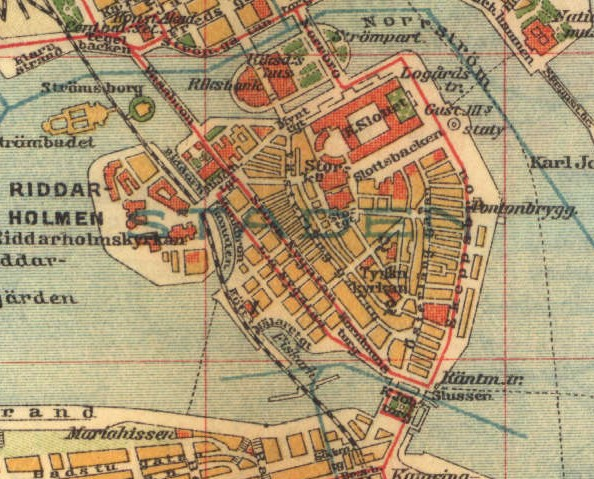
Mappa risalente al 1910.